# Anton Günther Herzog von Oldenburg
Anton Günther Friedrich August Josias Herzog von Oldenburg (* 16. Januar 1923 in Lensahn; † 20. September 2014 in Harmsdorf) war von 1970 bis 2014 Oberhaupt des Hauses Oldenburg.

## Leben
Anton Günther Herzog von Oldenburg war der älteste Sohn des Nikolaus Friedrich Wilhelm von Oldenburg, dem letzten Erbgroßherzog von Oldenburg, und seiner Ehefrau Helena Prinzessin von Waldeck und Pyrmont (1899–1948). Sein Großvater väterlicherseits, Friedrich August von Oldenburg (1852–1931), war der letzte regierende Großherzog von Oldenburg. Anton Günther hatte insgesamt acht jüngere Geschwister, darunter auch Huno Herzog von Oldenburg, den Vater der AfD-Politikerin Beatrix von Storch. Nach dem Tod seines Vaters im Jahre 1970 wurde er Chef des Hauses Oldenburg.
Am 7. August 1951 heiratete er in Kreuzwertheim Ameli Prinzessin zu Löwenstein-Wertheim-Freudenberg (* 4. März 1923 in Frankfurt am Main, † 26. März 2016 in Eutin), das älteste von vier Kindern des Udo zu Löwenstein-Wertheim-Freudenberg (1896–1980) und dessen Gattin Margarete geb. Gräfin zu Castell-Castell (1899–1969). Aus der Ehe gingen zwei Kinder hervor: Helene (* 3. August 1953) sowie der heutige Chef des Hauses Oldenburg, Christian Herzog von Oldenburg (* 1. Februar 1955), der mit Caroline Gräfin zu Rantzau verheiratet ist; das Paar hat drei Söhne und eine Tochter.
Von 1962 bis 1986 war er Vorsitzender des Pferdesportverbandes Schleswig-Holstein und wurde 1978 mit dem Deutschen Reiterkreuz in Gold und 1986 mit dem Bundesverdienstkreuz 1. Klasse ausgezeichnet. Seit 1991 war er Mitglied des Beirates des DRK-Landesverbandes Oldenburg. Anfang 2007 wurde er mit dem Ehrenzeichen des Deutschen Roten Kreuzes ausgezeichnet.
Anton Günther Herzog von Oldenburg trat auch als Förderer der Rasteder Musiktage in Erscheinung und gab regelmäßig Empfänge für die in Schloss Rastede auftretenden Musiker.
1992 gründete er gemeinsam mit dem Land Schleswig-Holstein die Stiftung Schloss Eutin und bildete mit dem Ministerpräsidenten des Landes den Vorstand. Das Haus Oldenburg brachte dazu das Schloss, Ausstattung, Schlossgarten und die darin enthaltenen Gebäude ein. Das Land verpflichtete sich, die Sanierungs- und Restaurierungskosten zu tragen. Damit habe er „den Grundstein für die Sicherung dieses einmaligen Kulturgutes gelegt und es zugleich für die Öffentlichkeit zugänglich gemacht“, wie der Eutiner Landrat Reinhard Sager in seiner Kondolenznachricht schrieb.
Anton Günther Herzog von Oldenburg lebte auf Gut Güldenstein in der Gemeinde Harmsdorf in Ostholstein, wo er am 20. September 2014 im Alter von 91 Jahren starb. Er wurde am 4. Oktober 2014 im Großherzoglichen Mausoleum auf dem Gertrudenfriedhof in Oldenburg beigesetzt.